# Wolfgang Schatz
Wolfgang Schatz (* 29. Juli 1960 in Bielefeld) ist ein deutscher Schauspieler, Hörspiel- und Synchronsprecher.

## Leben
Wolfgang Schatz wuchs in Bielefeld auf. Er absolvierte seine Schauspielausbildung von 1980 bis 1983 an der Folkwang Universität der Künste in Essen. Seitdem hat er in zahlreichen Fernsehserien mitgewirkt, dabei oftmals in Nebenrollen.
Er ist zudem umfangreich als Synchronsprecher aktiv. Er sprach unter anderem einige Zeit lang Nelson Muntz in Die Simpsons sowie auch verschiedene Figuren in Zeichentrickserien wie beispielsweise in Futurama, One Piece, Pokémon, New Spider-Man oder in South Park. Er war Sprecher in Werbespots, unter anderem für Toyota, BMW oder die Deutsche Bahn. Er sprach auch mehrere Hörspiele und Hörbücher ein und lieh zeitweise Jude Law seine Stimme.
Schatz lebt in München. Neben seiner Muttersprache Deutsch spricht er auch fließend Englisch und Französisch.

## Filmografie (Auswahl)
- 1987: Der Fahnder (Fernsehserie, 1 Folge)
- 1988: Tatort: Der Pott (TV-Reihe)
- 1994: Die Wache (Fernsehserie, 1 Folge)
- 1995: Hallo, Onkel Doc! (Fernsehserie, 1 Folge)
- 1996–1998: Derrick (Fernsehserie, 4 Folgen)
- 1997: Schlank bis in den Tod
- 1998–2007: SOKO München (Fernsehserie, 6 Folgen)
- 2002: Der Bulle von Tölz: Tod nach der Disco (TV-Reihe)
- 2004: Forsthaus Falkenau (Fernsehserie, 2 Folgen)
- 2005: Siska (Fernsehserie, 1 Folge)
- 2006: Um Himmels Willen (Fernsehserie, 1 Folge)
- 2008: Die Rosenheim-Cops (Fernsehserie, 1 Folge)
- 2009: SOKO Kitzbühel (Fernsehserie, 2 Folgen)
- 2015: Sturm der Liebe (Fernsehserie, 10 Folgen)

## Hörspiele (Auswahl)
- 1990: Ulrich Chaussy: Über den Staat: schuldig. schuldig. schuldig. Ein Dokumentarhörspiel über den Widerstand der Weißen Rose (Titelsprecher) – Regie: Ulrich Chaussy, Ulrich Bassenge (Original-Hörspiel, Dokumentarhörspiel – BR)
- 1995: Hans-Ulrich Wagner: Als der Krieg zu Ende war ... Das Hörspiel von Radio München 1945–1949 (Zitator) – Realisation: Bernhard Jugel, Hans-Ulrich Wagner (Essay – BR)
- 1996: Sabine Deitmer: Kalte Küsse (1. Teil) (Journalist) – Bearbeitung und Regie: Erwin Weigel (Kriminalhörspiel, Hörspielbearbeitung – BR)
- 2000: Sean Walsh: Konklave (1. und 3. Teil) – Regie: Klaus-Dieter Pittrich (Originalhörspiel – WDR)

Quelle: ARD-Hörspieldatenbank